# Xaver Hartmann
Xaver Hartmann (* 26. Februar 1776 in Ponholz (Maxhütte-Haidhof); † 5. Juni 1850 ebenda) war ein bayerischer Landwirt und Politiker.

## Werdegang
Franz Xaver Hartmann war Bierbrauer, Landwirt und Besitzer der Alten Post in Ponholz. Von Februar 1819 bis 1822 sowie 1837 gehörte er als Abgeordneter der Klasse V (übrige Grundbesitzer) der Kammer der Abgeordneten an.
Er wurde als königstreu beschrieben.